# Giovanni Ricordi
Pour les articles homonymes, voir Ricordi.
Giovanni Ricordi (né en 1785 à Milan et mort le 15 mars 1853 dans la même ville) est un éditeur italien d'ouvrages musicaux, fondateur en 1808 de la Casa Ricordi.

## Biographie
Giovanni Ricordi naît en 1785 à Milan. Il commence son activité en qualité de copiste et d'imprimeur en 1808. En 1825 il acquiert à bas prix le fonds de manuscrits du Teatro alla Scala. Afin de faire circuler les œuvres lyriques dans les théâtres, il commence à en produire des copies manuscrites destinées à la location. Il ajoute à cette activité la vente de réductions pour chant et piano, pour piano seul et pour diverses formations instrumentales. Grâce aux nouvelles techniques de la lithographie et de la taille-douce, il parvient à réduire les coûts et à augmenter les tirages. Enfin, avec l'emploi de formats réduits, de papier de deuxième ou troisième qualité et de la notation moderne des parties vocales, il peut publier des éditions économiques. Il meurt à Milan le 15 mars 1853.

## Sources
- (it) Cet article est partiellement ou en totalité issu de l’article de Wikipédia en italien intitulé « Giovanni Ricordi » (voir la liste des auteurs).